# Nicole Zimmermann
Nicole Zimmermann (* 11. Mai 1980 in Rostock) ist eine deutsche Riemenruderin.
Zimmermann startet für den Rostocker Ruderclub von 1885. Sie war 1997 und 1998 Juniorenweltmeisterin mit dem Achter. In den nächsten Jahren gewann sie in der U23-Klasse Medaillen im Vierer ohne Steuermann. 2002 stieg sie dann in den deutschen Frauenachter und gewann mit Bronze ihre erste Medaille in der Erwachsenenklasse. 2003 gelang dem deutschen Achter bei den Weltmeisterschaften in Mailand der Titelgewinn. Ein Jahr später belegte der Achter bei den Olympischen Spielen nur den fünften Platz. 2006 trat Zimmermann zusammen mit Elke Hipler außer im Achter auch im Zweier ohne Steuermann an. Bei den Weltmeisterschaften in Eton gewannen die beiden Bronze im Zweier und Silber mit dem Achter. 2007 konnten Hipler und Zimmermann bei der Weltmeisterschaft in München im Zweier sogar Silber gewinnen, belegten aber mit dem Achter lediglich den fünften Platz.

## Internationale Erfolge
- 1997: 1. Platz im Achter (Junioren-Weltmeisterschaften)
- 1998: 1. Platz im Achter (Junioren-Weltmeisterschaften)
- 1999: 1. Platz im Vierer ohne (U23-Weltmeisterschaften)
- 2000: 2. Platz im Vierer ohne (U23-Weltmeisterschaften)
- 2001: 7. Platz im Vierer ohne (Weltmeisterschaften)
- 2002: 3. Platz im Achter (Weltmeisterschaften)
- 2003: 1. Platz im Achter (Weltmeisterschaften)
- 2004: 5. Platz im Achter (Olympische Spiele in Athen)
- 2005: 6. Platz im Achter (Weltmeisterschaften)
- 2006: 3. Platz im Zweier und 2. Platz im Achter (Weltmeisterschaften)
- 2007: 2. Platz im Zweier und 5. Platz im Achter (Weltmeisterschaften)
- 2008: 7. Platz im Achter (Olympische Spiele in Peking)